# Спа-салон

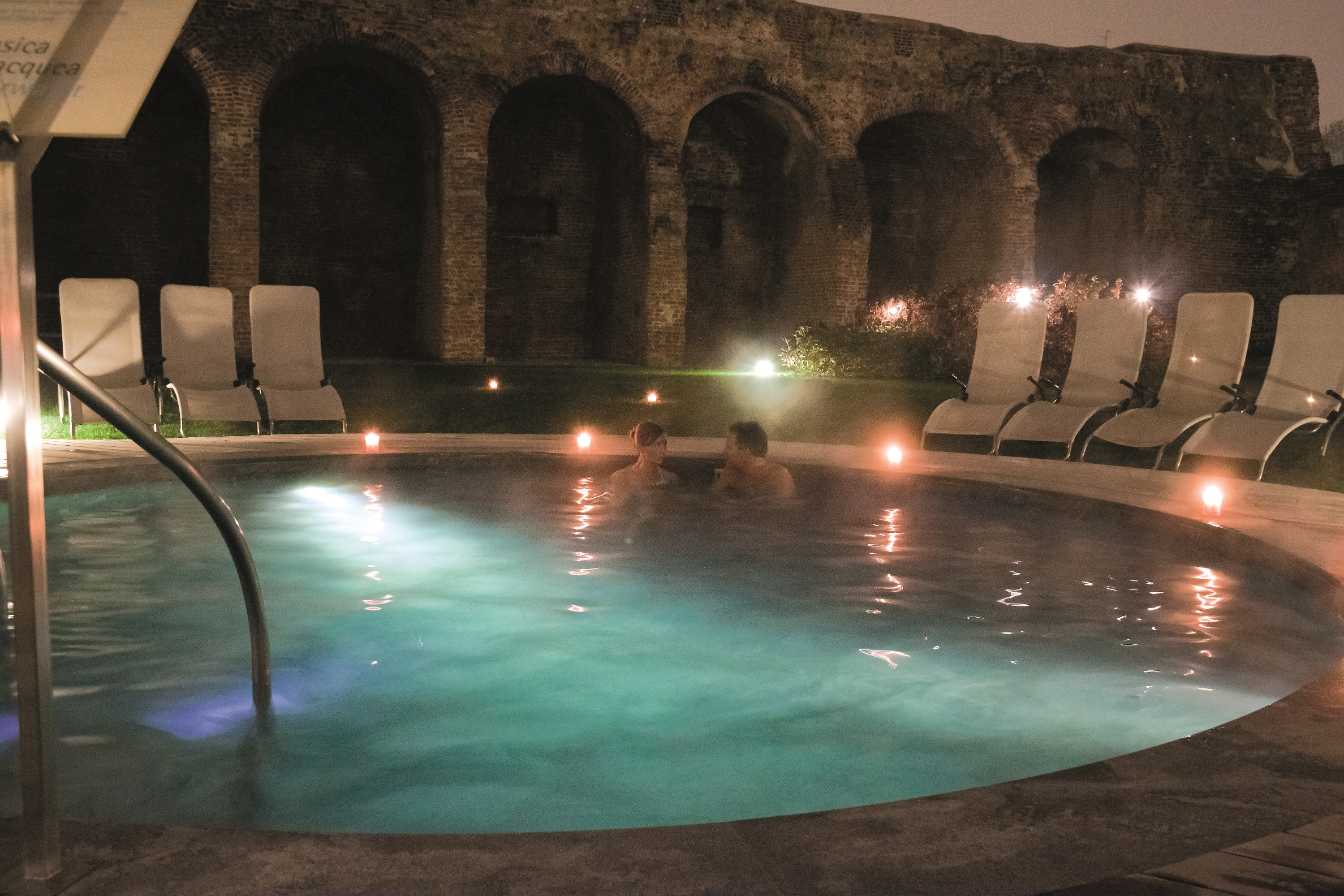
Спа-салон у Мілані, Італія

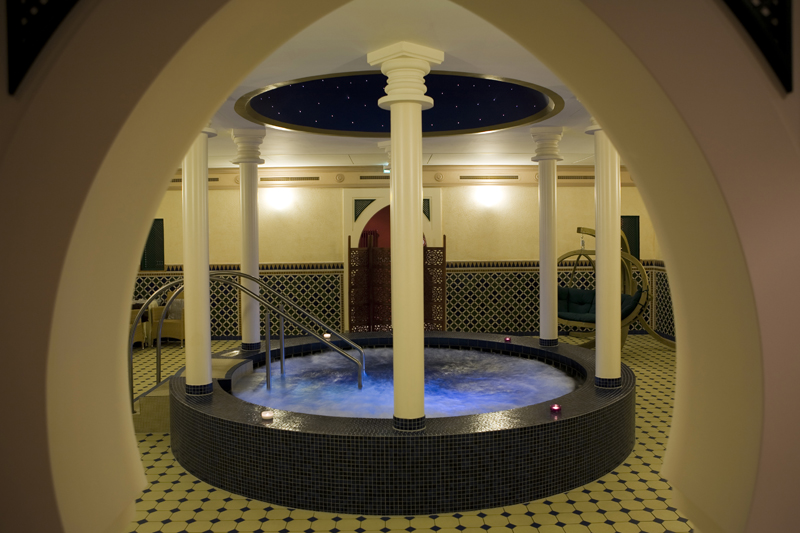
Спа-салон у Вроцлаві, Польща

Спа-салон — це бізнес, який надає різноманітні послуги з метою покращення здоров’я, краси та релаксації за допомогою процедур особистої гігієни, таких як масаж і догляд за обличчям. За даними Міжнародної асоціації спа-салонів, з 2002 по 2004 рік кількість спа-салонів у США зросла майже удвічі, до 8734, а до 2020 року, згідно з даними статистики, у Сполучених Штатах налічувалося 21 560 спа-салонів. 

## Відмінності від салону краси та санаторію
Спа-салон відрізняється від салону краси тим, що в ньому є сауна, басейн, парова лазня або гідромасажна ванна, якими гості можуть користуватися на додаток до процедур.
Спа-салон також відрізняється від санаторію, оскільки не надає ночівлі. Натомість санаторій пропонує подібні послуги, об’єднані в пакети, які можуть включати дієту, програми фізичних вправ, інструкції з оздоровлення, лайф-коучинг, йогу, тай-чі, а також житло для гостей на період перебування в закладі. Він також може функціонувати як спа-салон, якщо надає доступ відвідувачам, які не є гостями санаторію.

## Медичний спа-центр

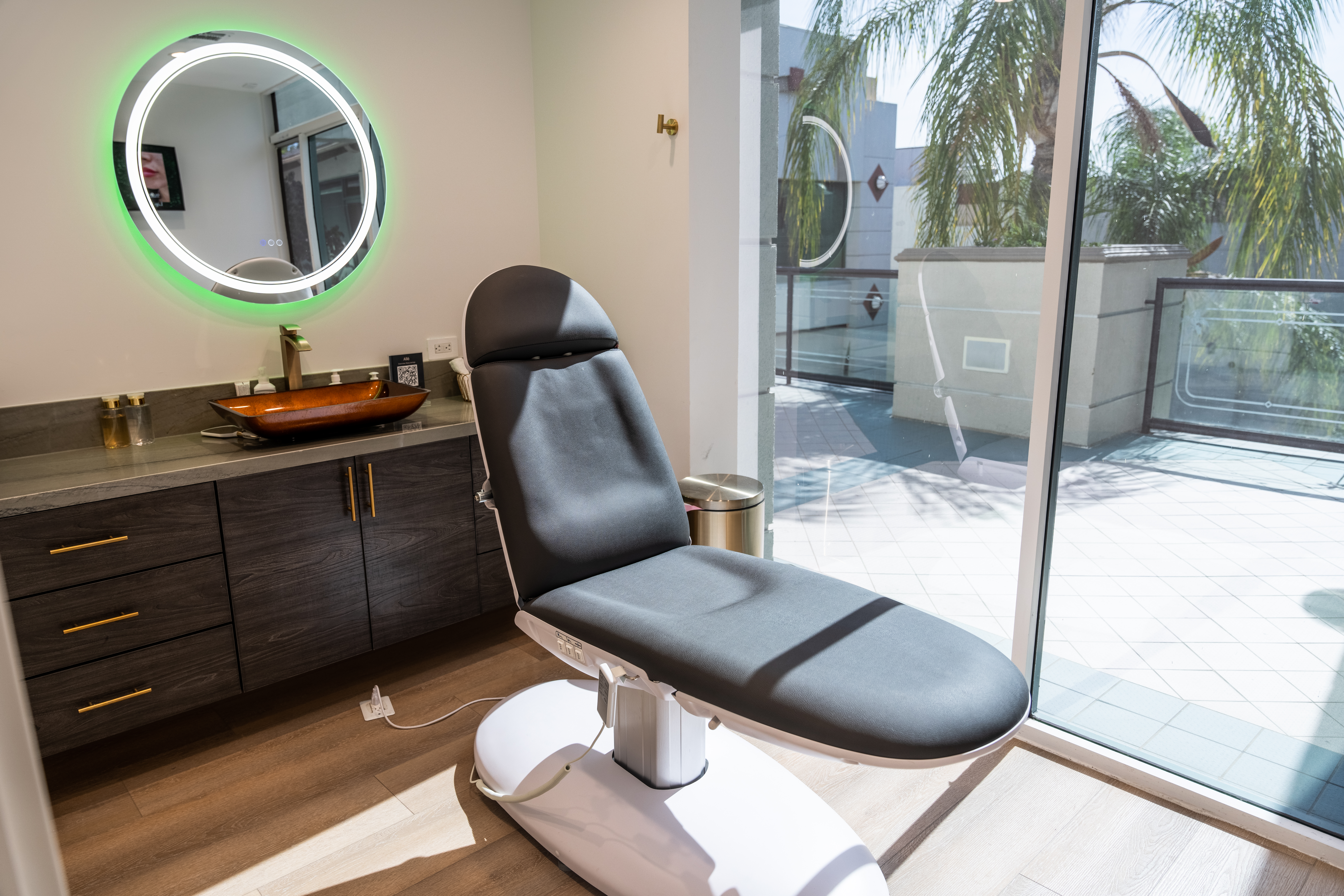
Медичний центр у Лос-Анджелесі, Каліфорнія

Медспа, або медичний спа-центр, — це спа-центр, який надає клієнтам медичні спа-послуги. Це поєднання медичної клініки та традиційного спа-салону, де пропонуються спа-процедури та спеціалізовані медичні процедури, зосереджені на комплексному оздоровленні й антивікових послугах. Медичні спа-центри спеціалізуються на нехірургічних естетичних послугах, включаючи лазерну епіляцію та лікування шкіри. Вони обслуговуються ліцензованими медичними працівниками, що загалом схоже на персональне обслуговування в бутіку.  Станом на 2022 рік найпопулярнішими процедурами в медичних спа-центрах, за даними Американської асоціації медичних спа-центрів, є хімічні пілінги, послуги косметолога, ін’єкції ботокса та інших наповнювачів, мікродермабразія, освітлення та підтяжка шкіри, контурна корекція тіла, лазерне шліфування шкіри, медичні консультації з ліцензованим лікарем та радіочастотна терапія.
Перший медичний спа-центр з'явився приблизно в 1996 році.  У 2002 році, коли ботокс був схвалений для косметичного використання Управлінням з контролю за якістю харчових продуктів і медикаментів, за даними Міжнародної асоціації медичних спа-центрів, у США було приблизно 25 медспа. До 2004 року у США налічувалося приблизно 500 медичних спа-центрів, переважно косметичних за своєю суттю й керованих дерматологами або пластичними хірургами, хоча їх дедалі більше починали ідентифікувати як оздоровчі центри.
За даними Міжнародної асоціації медичних спа-центрів, у період з 2007 до 2008 року кількість медспа зросла на 85%, а також збільшилася кількість видів процедур, що виконуються в них. У 2010 році у США було 1600 медичних спа-центрів, які принесли 1,1 мільярда доларів  доходу (в середньому 700 000 доларів на медичний центр); до 2018 року налічувалося понад 5000 медичних центрів, які приносили 7–8 мільярдів доларів доходу (в середньому 1,4 мільйона доларів на медичний центр). У 2018 році рентабельність таких медичних закладів становила 29%.
Згідно з дослідженнями, у 2022 році на Сполучені Штати припадало 37,7% світового ринку медичних послуг, який оцінювався в 16,4 мільярда доларів США, а до кінця 2029 року він досягне 41 мільярда.  Таке зростання пояснюється технологічним прогресом, зміною споживчих уподобань і розповсюдженням бізнесу, який ведеться за допомогою відеодзвінків. За даними Американської асоціації медичних спа-центрів, станом на кінець 2022 року у США був зареєстрований 8841 медичний спа-центр, де працювало понад 70 000 осіб, причому жінки становили 88% пацієнтів. 
Типи медичних спа-центрів у США включають роздрібні медспа, такі як Skin Spirit, дерматологічні кабінети, такі як Contempo Aesthetics, The Esthetics Center, Advanced Skin & Body Solutions, Sono Bello та Schweiger Dermatology, а також консьєрж-спа-салони, такі як Pinch Med Spa та The Skin Clique.  

## Лікувальні процедури
Процедури, які можуть бути надані, включають масаж тіла, волосся, масаж ніг, догляд за обличчям, воскову епіляцію, мікродермабразію, догляд за тілом, манікюр, педикюр та ароматерапію.
1. ↑  Singer, Natasha (11 серпня 2005). Not to Be Outdone: The New Urban Spa. The New York Times.
2. ↑  Number of spa locations in the U.S. 2003–2020. Statista. 16 червня 2021.
3. ↑  Sheri Cyprus (3 травня 2022). What is a Day Spa? (with pictures).
4. ↑  Ratz, Tamara. A Comparative Analysis of Spa Tourism in Japan and Hungary.
5. 1 2 3  Vines, Maia (15 квітня 2022). Medical spas are seeing a boost in beauty procedures as people emerge from two pandemic years at home. CNBC.
6. ↑  Unpacking The Success Factors Of The Med Spa Industry During The Pandemic. forbes.com. Процитовано 26 січня 2024.
7. ↑  Sweeney, Camille (4 листопада 2009). Surgery at a Spa? Buyer Beware. The New York Times.
8. 1 2 3 4  The Multifaceted Benefits of Hyaluronic Acid for Health and Beauty: A Valuable Addition to Medical Supply Inventory. medicalwholesalesupplies.com. Процитовано 24 липня 2023.
9. ↑  A Brief History of the First Medical Spa. acarapartners.com. Процитовано 26 січня 2024.
10. ↑  Having a Little Work Done (at the Mall). nytimes.com. Процитовано 26 січня 2024.
11. ↑  The Medical Spa: Mixing Mud Packs and Stress Tests. nytimes.com. Процитовано 26 січня 2024.
12. ↑  Surgery at a Spa? Buyer Beware. nytimes.com. Процитовано 26 січня 2024.
13. 1 2  Alton Hare, Rebecca Lee, Reza Zarghamee (2 червня 2021). Boom in the Medical Spa Industry Amid Regulatory Uncertainty Creates Perfect Storm. JD Supra.
14. 1 2  The medical spa industry is redefining cosmetic treatment. cbsnews.com. Процитовано 26 січня 2024.
15. 1 2  Medical Spa Industry Overview. medspastars.com. Процитовано 26 січня 2024.
16. ↑  Get "Pinched", in Private: New Company Serves Two Growing Needs. chicagohealthonline.com. Процитовано 30 січня 2024.
17. ↑  At-Home Botox and Filler Are Going Mainstream. fashionista.com. Процитовано 30 січня 2024.